# Маккус Харальдссон
Маккус Харальдссон (Маккус Мак Аральт) (умер в 984/987) — норвежско-гэльский король Мэна и островов. Маккус и его брат Гофрайд действовали в бассейне Ирландского моря в 970-х и 980-х годах. Имя Маккус имеет ирландское происхождение и иногда неправильно путается с именем Магнус.

## Биография
Маккус и Гофрайд происходили из скандинавской династии Уи Имар (дом Ивара), их предком считается король Дублина Ивар (ум. 873), который иногда отождествляется с легендарным Иваром Рагнарссоном (Иваром Бескостным), сыном легендарного датского морского короля Рагнара Лодброка.
Отцом Гофрайда и Маккуса был Харальд (Аральт), который отождествляется с Аральтом мак Ситриком, королём Лимерика, который был убит в Коннахте в 940 году. Маккус и Гофрайд были племянниками Амлайба (Олафа) Кварана, короля Дублина.
Историк Бенджамин Хадсон выдвинул альтернативное мнение, что Гофрайд и Маккус были сыновьями вождя викингов лидера Харгольда, действовавшего в Нормандии.
Впервые имя Маккуса упоминается в 971 году, когда Хроника принцев сообщает о нападении викингов под руководством «Маркуса», сына Харальда, на церковь Пенмон в Уэльсе. Валлийские анналы рассказывают в 973 году о нападении сына Харальда на остров Англси. Хроника принцев заявляет, что его был атакой руководил Гофрайд Харальдссон, брат Маккуса. В том же 973 году английские историки Иоанн Вустерский и Вильям Мальмсберийский сообщают, что Маккус был одним из королей, присутствовавших на встрече с англосаксонским королём Эдгаром в Честере. Маккус был назван «королём многих островов», предполагается, что он управлял Гебридскими островами и, возможно, также островом Мэн, хотя последнее точно неизвестно. Маккус был указан в качестве свидетеля на грамоте короля Эдгара, который датируется примерно тем же временем.
Анналы Инишфаллена сообщают о разорении острова Скаттери и захвате в плен короля Лимерика Ивара «сыном Харальда» в 974 году. Анналы четырёх мастеров называют Маккуса сыном Харальда и добавляют, что во время этой экспедиции его сопровождали шерифы с островов, предполагая ссылку на Гебридские острова.
В 982 году Маккус вновь появляется на исторической сцене, когда он вместе со своим братом Гофрайдом совершает набег на Уэльс. В 984 году братья Маккус и Гофрайд прибыли к Уотерфорду, где соединились с силами Бриана Бору, короля Мунстера, и Ивара, короля Уотерфорда, для совместного нападения на Дублинское королевство. После этого Маккус исчезает из исторических источников.
Неназванный сын Харальда одержал победу в битве на острове Мэн в 987 году, но был ли это Маккус или Гофрайд неясно. Дети Маккуса неизвестны.